# Château de la Calade
Le château de la Calade est un château situé à Puyricard, commune d'Aix-en-Provence, et construit à partir de 1632 au bord de la Touloubre. Il appartient à un particulier.
La totalité du château ainsi que les parties subsistantes du parc historique font l’objet d’une inscription au titre des monuments historiques en mai 2011. Par arrêté du 20 janvier 2015, le château de la Calade (sans ses dépendances et son parc, restés inscrits) est classé au titre des monuments historiques[réf. souhaitée].

## Historique

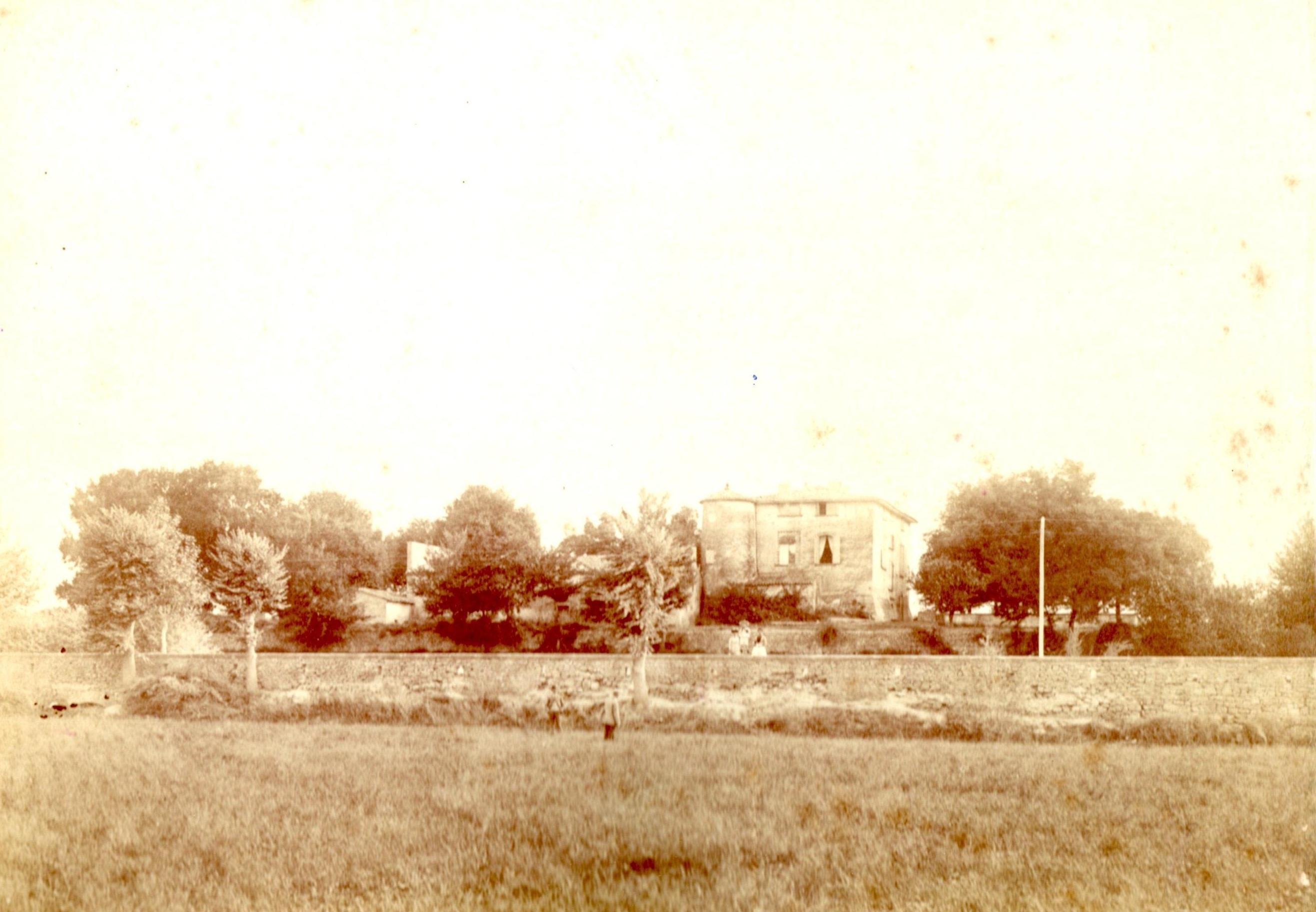
Vue de côté du château dans son cadre à la fin du XIXe siècle.

Le nom du lieu-dit la Calade vient d'une convention passée en 1454 qui ordonne la réfection de la route royale (ancienne route d'Avignon). Pour parer aux dégâts causés par la nature marécageuse de l'endroit et les débordements de la Touloubre, il est décidé d'y construire un pont mais aussi de calader, c'est-à-dire paver en galets la dite route à chaque accès du pont, pour la rendre praticable après le retrait des eaux. C'est ainsi que le nom La Calade sera appliqué aux environs, qualifiera la bastide proche (château de la Calade) et plus tard désignera la famille qui la possédera (De Duranti la Calade).

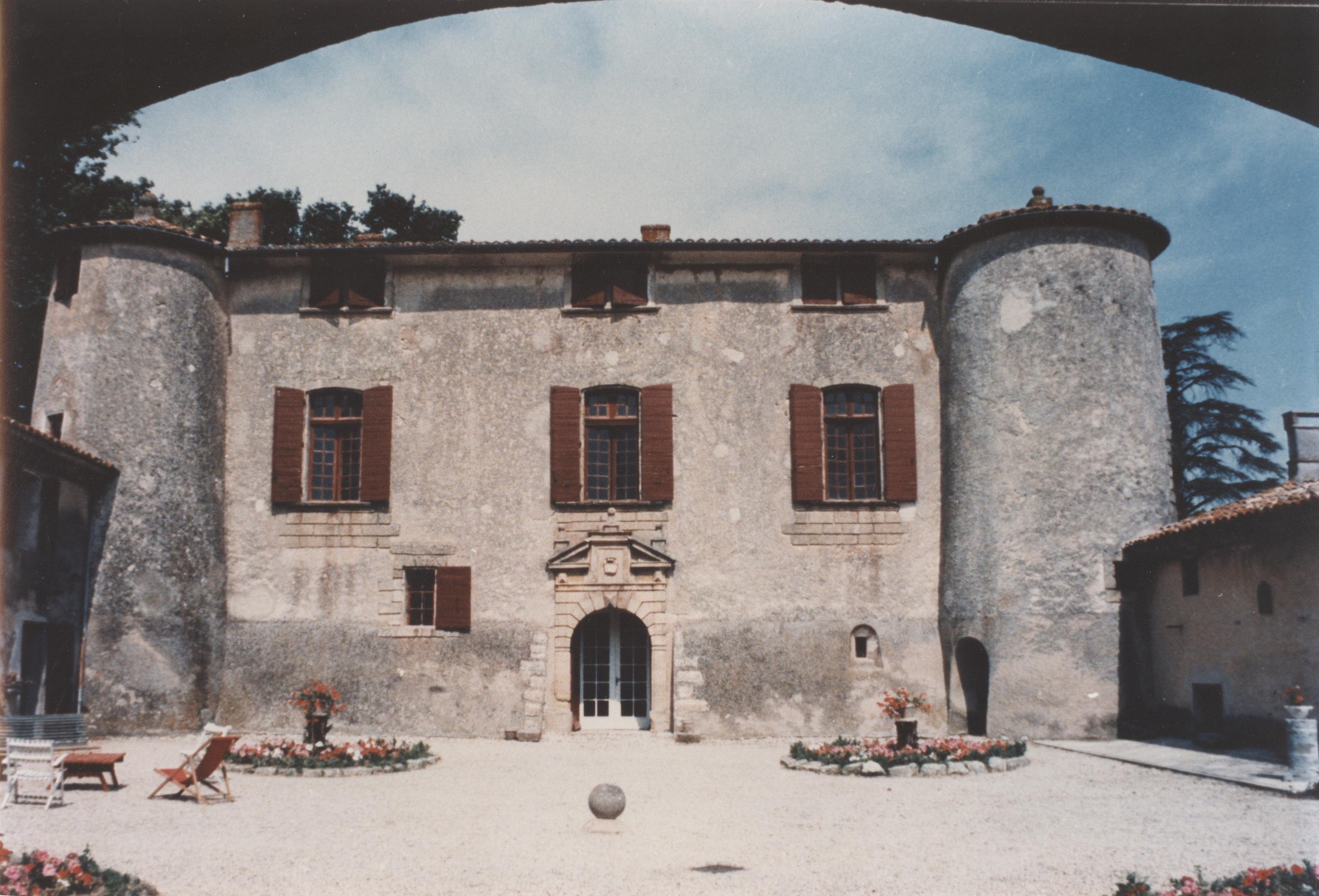
La façade du château au début des années 1980.

Le château de la Calade fut construit à partir de 1632 pour Jérôme de Duranti, conseiller à la cour des comptes, aides et finances de Provence. Le parti architectural privilégie un style plus proche du XVIe que du XVIIe siècle. Dans la cage d'escalier de belles proportions se déploie un très riche décor de gypseries. Ces décors s'inspirent de ceux existant dans les hôtels particuliers d'Aix. Le château avait à l'origine quatre tours, dont deux furent démolies pendant la Révolution française.
Le décor s'enrichit d'une série de papiers peints au début du Premier Empire. Le salon du premier étage affiche un panoramique dit « les jardins de Bagatelle » ou « jardins anglais », le premier exemple de papier peint panoramique en France. La grande chambre du premier étage présente un trompe-l'œil de draperies.